# José Mariano Luna
José Mariano Luna fue un abogado, periodista y político peruano. Fue el patriarca de la familia Luna de la provincia de Acomayo que tuvo una gran participación en la política de esa provincia, el departamento del Cusco y el Perú. Así, su hijo José Emilio Luna fue diputado por Acomayo entre 1868 a 1876 y senador por el departamento del Cusco en 1895, su hijo Mauricio Luna fue diputado por Acomayo entre 1889 a 1894 y su hijo Federico Luna Aranibar fue miembro de la Congreso Constituyente de 1867, diputado por la provincia de Canchis entre 1868 y 1876 y senador por el departamento de Apurímac de 1879 a 1881.
Durante 1818 y 1826, fue administrador del tesoro público del departamento de Puno. Durante esa época fue considerado un personaje político en dicho departamento. Asimismo, entre 1825 y 1829 fue director de la imprenta que fue llevada por el Virrey José de La Serna a Cusco y donde se imprimó el diario El Sol del Cuzco anteriormente, Luna había dirigido "La Gaceta del Gobierno Legítimo del Perú".
En esos años (1828) también fue recaudador del tributo indígena en la provincia de Quispicanchi. Fue elegido por la provincia de Quispicanchi como miembro de la Convención Nacional de 1833 que expidió la Constitución Política de la República Peruana de 1834, la cuarta de la historia del país. 
En los años 1868 fue catedrático de la Universidad San Antonio Abad y director del Colegio de La Unión.